# Johann Wilhelm Hoßfeld
Johann Wilhelm Hoßfeld oder Hossfeld (* 19. August 1768 in Oepfershausen; † 23. Mai 1837 in Dreißigacker) war ein deutscher Forstmathematiker. Er war ein Pionier der Mathematik im Bereich der Forstwissenschaft.

## Leben
Hoßfeld war Sohn eines Landschullehrers. Er erhielt seine Ausbildung bis zum 18. Lebensjahr durch seinen Vater und einen Pfarrer sowie das Selbststudium. Er ging dann doch auf das Meininger Gymnasium, blieb dort jedoch nur kurz, da sein Wissen bereits fortgeschritten war und für universitäre Studien ausreichte. Da er sich aber für keines der universitären Studienfächer interessierte, schlug er das von Herzog Georg von Meiningen ausgesprochene Stipendiumsangebot aus und besuchte das Schullehrerseminar, um seinem Vater im Amt nachzufolgen. Dort hielt es Hossfeld allerdings nicht lange. Durch den Herzog bekam er aber eine Anstellung als Geometer und Aufseher beim Chausséebau. Allerdings geriet er hier in Konflikt mit dem Direktor und verlor seine Stellung. Er kehrte in seine Heimat zurück und studierte im Selbststudium und bei Georg Christoph Heim (1743–1807) in Gumpelstadt Botanik und Naturwissenschaften. 
Hoßfeld musste 1791 aus finanzieller Not eine Stelle als Lehrer für Mathematik am Heimreich’s kaufmännischen Institut für Engländer in Eisenach annehmen. Er stand dort in der Gunst des Institutsleiters. 1798 wurde er Lehrer der Mathematik an der Forstschule Zillbach (die später nach Tharandt übersiedelte) bei Heinrich Cotta im Jagdschloss Zillbach. 1800 musste er die Stellung wieder aufgeben, um seinen altersschwachen Vater bei der Verrichtung des Lehramtes zu unterstützen. 
Hoßfeld erhielt am 19. Mai 1801 durch Herzog Georg einen Ruf als Dozent der Mathematik an die herzogliche Forstakademie Dreißigacker. Nachdem sein Vater in dieser Zeit gestorben war, nahm er den Ruf an und erhielt den Titel Forstkommisär. Später übernahm er außerdem den Lehrbereich der Physik. Am 23. April 1822 wurde ihm der Titel Forstrat verliehen. Nach dem Tod von Johann Matthäus Bechstein ging er davon aus, dass er die Leitung der Akademie übertragen bekäme. Als dies nicht der Fall war quittierte er am 5. August 1822 den Dienst, kehrte allerdings am 23. Februar 1823 auf seine Stelle zurück.
Hoßfeld ist Erfinder eines Baumhöhenmessers und einer Formel zur Kubirung runder Baumteile und ganzer Baumschäfte. Er stellte wohl, nach Richard Heß, zuerst den Satz auf, dass der Wert eines Waldes dem Jetztwert aller von den Produktionskosten befreiten Nutzungen gleich sei.

## Werke (Auswahl)
- Niedere und höhere praktische Stereometrie oder kurze und leichte Messung und Berechnung aller regel- und unregelmäßigen Körper und selbst der Bäume im Walde, Weidmann, Leipzig 1812.
- Mathematik für Forstmänner, Kameralisten und Oekonomen, 4 Bände, Henning, Gotha 1819–1822.
- Reformation der Forstwissenschaft und die canonischen Lehren derselben encyclopädisch abgefasst, Kesselring, Hildburghausen 1820.
- Forsttaxation nach ihrem ganzen Umfange: in zwei Bänden, 3 Bände, Kesselring, Hildburghausen 1823–1825.